# Vùng cấm bay quân sự

Các quốc gia trước đây chịu sự cấm bay của các cường quốc nước ngoài (Iraq, Bosnia và Herzegovina và Libya)

Vùng cấm bay quân sự hay khu vực cấm bay quân sự (tiếng Anh: no-flight zone, air exclusion zone) là vùng lãnh thổ hoặc khu vực mà một lực lượng quân sự thiết lập nhằm ngăn chặn máy bay không được vượt qua. Các khu vực như vậy thường được thiết lập bởi một thế lực nước ngoài trong lãnh thổ của kẻ thù trong một cuộc xung đột, giống như một khu vực phi quân sự trên bầu trời và thường có ý định cấm máy bay quân sự của nước này hoạt động trong khu vực đó. Máy bay vi phạm vùng cấm bay quân sự có thể bị nhà nước thực thi bắn hạ, tùy thuộc vào các điều khoản của Hiệp ước cấm bay quân sự. Các khu vực cấm bay quân sự và vũ khí phòng không đôi khi được thiết lập ngay trong khu vực dân sự, ví dụ để bảo vệ các địa điểm nhạy cảm, hoặc các sự kiện như Thế vận hội Olympic Luân Đôn 2012, hoặc ngăn ngừa các cuộc tấn công trên không của khủng bố.
Vùng cấm bay quân sự là một khu vực đặc biệt được thiết lập vào những năm 1990. Chúng có thể được phân biệt với các chiến dịch trên không truyền thống bởi tính chiếm đoạt, cưỡng chế trực tiếp không phận của quốc gia khác để đạt được mục tiêu trên bộ trong quốc gia đó. Ngoại trừ trường hợp việc Không quân Hoàng gia Anh tiến hành các hoạt động trên không nhằm kiểm soát vùng trời đối với các quốc gia thuộc địa giữa hai cuộc Thế chiến ra, thì các khu vực cấm bay quân sự không mang tính hiện đại cho đến khi kết thúc Chiến tranh vùng Vịnh Ba Tư năm 1991.
Trong Chiến tranh Lạnh, nguy cơ xung đột cục bộ leo thang thành chiến tranh hạt nhân đã làm giảm bớt sự hấp dẫn của việc can thiệp quân sự như một chiến lược ngoại giao thường thấy của Hoa Kỳ. Có lẽ quan trọng hơn, năng lực kiểm soát vùng trời vẫn là một công cụ tương đối cùn cho đến các công nghệ tấn công tàng hình và tấn công chính xác trở nên phát triển hơn. Trước Chiến tranh vùng Vịnh năm 1991, sức mạnh không quân đã không chứng minh được "sự trung thực" cần thiết để thực hiện các cuộc tấn công chống lại các mục tiêu nhất thời, khó tiếp cận. Vì thế, nó thiếu khả năng tạo ra các hiệu ứng chính trị quyết định trong chiến tranh tổng lực. Tuy nhiên, sự sụp đổ của Liên Xô và sự phát triển của ngành công nghiệp hàng không vũ trụ đã giúp cho các vùng cấm bay quân sự trở nên khả thi hơn trong bối cảnh chính trị, quân sự mới.

## Các khu vực cấm bay trong quá khứ

### Iraq (1991-2003)
Sau cuộc xâm lược Iraq của Hoa Kỳ, Vương quốc Anh, Pháp và các quốc gia khác trong Chiến tranh vùng Vịnh, Hoa Kỳ cùng với các quốc gia đồng minh đã thành lập hai khu vực cấm bay quân sự ở Iraq. Hoa Kỳ tuyên bố rằng khu vực cấm bay phía bắc nhằm ngăn chặn các cuộc tấn công chống lại người Kurd bởi chế độ Saddam Hussein của Iraq và khu vực cấm bay phía nam nhằm bảo vệ người Hồi giáo dòng Shia ở Iraq. Năm 1998, Không quân Iraq đã triển khai vũ khí hóa học chống lại thường dân người Kurd, giết hại hơn 5000 người. Sự kiện này là một phần khiến các Lực lượng Liên minh quyết định mở rộng khu vực cấm bay quân sự, cũng như trích dẫn các phần của Chương 42 trong Hiến chương Liên Hợp Quốc. Vùng cấm bay phía nam ban đầu được mở rộng đến vĩ tuyến 32, nhưng đến năm 1996 thì được mở rộng đến vĩ tuyến 33.

#### Tình trạng pháp lý
Hành động quân sự này không được LHQ ủy quyền. Tổng thư ký LHQ tại thời điểm nghị quyết được thông qua, Boutros Boutros-Ghali gọi vùng cấm bay quân sự là "bất hợp pháp" trong cuộc phỏng vấn tháng 2 năm 2003 với John Pilger. Năm 1996, Pháp rút khỏi hoạt động, ngay sau đó, Bộ trưởng Ngoại giao Pháp Hubert Vedrine nói rằng: "không có cơ sở nào trong luật pháp quốc tế cho việc ném bom này".

#### Cái chết của dân thường
Liên Hợp Quốc chỉ ra rằng chỉ riêng năm 1999, 144 thường dân đã thiệt mạng vì những cuộc không kích của Mỹ và Anh. Các báo cáo từ Baghdad nói rằng hơn 1.400 thường dân đã thiệt mạng trong các cuộc tấn công của Mỹ và Anh tại các khu vực quân sự. Một báo cáo nội bộ của Liên Hợp Quốc cho thấy, chỉ trong vòng năm tháng, 41% nạn nhân thiệt mạng trong các cuộc không kích đều là thường dân.

### Bosnia và Herzegovina (1993–1995)
Năm 1992, Hội đồng Bảo an Liên Hợp Quốc đã thông qua Nghị quyết 781 của Hội đồng Bảo an, cấm các chuyến bay quân sự trái phép trong không phận Bosnia. Điều này dẫn đến Chiến dịch Sky Monitor, nơi NATO giám sát các hành vi vi phạm vùng cấm bay quân sự nhưng không có hành động chống lại những người vi phạm nghị quyết. Để đối phó với 500 vi phạm được ghi nhận vào năm 1993, bao gồm một vi phạm mang tính chiến đấu, Hội đồng Bảo an đã thông qua Nghị quyết 816, cấm tất cả các chuyến bay trái phép và cho phép tất cả các quốc gia thành viên Liên Hợp Quốc "thực hiện mọi biện pháp cần thiết... để đảm bảo tuân thủ [các giới hạn vùng cấm bay]."  Điều này dẫn đến Chiến dịch Deny Flight. NATO sau đó đã tiến hành nhiều cuộc không kích khác nhau trong Chiến dịch Deny Flight Chiến dịch Deliberate Force.

### Bài học từ Iraq và Bosnia
Một bài báo của Đại học Stanford năm 2004 được xuất bản trên Tạp chí Nghiên cứu Chiến lược với tựa đề: "Bài học từ Iraq và Bosnia về Lý thuyết và Thực hành Khu vực cấm bay" đã xem xét hiệu quả của các chiến dịch trên không trong việc đạt được các mục tiêu quân sự. Những phát hiện của bài báo là: 1) Một cấu trúc lệnh thống nhất, rõ ràng là rất cần thiết. Tại Bosnia và Herzegovina, trong "Chiến dịch Deny Flight", một cấu trúc phối hợp hai phím khó hiểu đã cung cấp thẩm quyền không đầy đủ và dẫn đến việc các lực lượng không quân không được trao quyền để hỗ trợ trong các tình huống quan trọng; 2) Để tránh "vấn đề tuần tra vĩnh viễn", các quốc gia phải biết trước các mục tiêu chính sách và chiến lược thoát hiểm cho các khu vực cấm bay; 3) Hiệu quả của các vùng cấm bay phụ thuộc nhiều vào hỗ trợ của khu vực. Việc thiếu sự hỗ trợ từ Thổ Nhĩ Kỳ cho khu vực cấm bay năm 1996 của Iraq cuối cùng đã hạn chế khả năng thực thi hiệu quả của liên minh.

### Libya (2011)
Là một phần của cuộc can thiệp quân sự năm 2011 tại Libya, Hội đồng Bảo an Liên Hợp Quốc đã phê chuẩn khu vực cấm bay quân sự vào ngày 17 tháng 3 năm 2011. Nghị quyết bao gồm các quy định cho các hành động tiếp theo để ngăn chặn các cuộc tấn công vào các mục tiêu dân sự. NATO đã nắm bắt cơ hội để tấn công, đánh bom các vị trí của chính phủ Libya trong cuộc nội chiến. Vì lẽ đó, khu vực cấm bay quân sự của NATO đã bị đình chỉ vào ngày 27 tháng 10 sau một cuộc bỏ phiếu nhất trí bởi Hội đồng bảo an.

### Libya (2018-2019)
Khu vực cấm bay quân sự đã được Quân đội Quốc gia Libya (LNA) thiết lập ở miền nam nước này trong cuộc tấn công của LNA tại khu vực vào năm 2018. Sau đó, nó đã được thực hiện lại trong 10 ngày vào năm 2019 khi LNA thiết lập quyền kiểm soát các mỏ dầu trong khu vực. LNA đã tuyên bố một khu vực cấm bay quân sự khác trên khắp miền tây đất nước trong cuộc tấn công vào Tây Libya năm 2019. Những vùng cấm bay này có thể được phân biệt vì trên thực tế là chúng được thực hiện bởi một bên hiếu chiến trong một cuộc nội chiến, thay vì bị thực thi bởi một thế lực nước ngoài.